# صالح قوجيل
صالح قوجيل (من مواليد 1930)، سياسي جزائري، شارك في ثورة التحرير الجزائرية وهو عضو جبهة التحرير الوطني. كان رئيسًا لمجلس الأمة الجزائري من 9 أبريل 2019 إلى 19 مايو 2025. وكان في وقت لاحق وزيرًا للنقل والصيد البحري في عهد الشاذلي بن جديد.